# 大埔中心巴士總站
大埔中心巴士總站（英文：Tai Po Central Bus Terminus／Tai Po Centre Bus Terminus）是香港大埔區的巴士總站，位於大埔新市鎮的中心地區，鄰近多個大型私人住宅屋苑及商場（如大埔中心、大埔廣場、大埔超級城、昌運中心），亦是大埔區人流最高的一帶，同時亦是大埔區內最繁忙的巴士總站之一。此站有6條巴士線以此處為總站，及13條巴士線經過。
本站雖然名為「大埔中心」，但根據其英文及位置（旁邊是大埔中央廣場），「中心」應是指其作用類似沙田市中心或屯門市中心；而城巴路線牌亦只以「大埔」命名此站，沒有如九巴以「大埔中心」命名此站。
雖然九龍巴士K14線以「大埔中心」為起點，但實際上並非停靠此站，而是在附近的大埔太和路近大埔超級城停站。

## 總站路線資料

### 九龍巴士65K線
- 林錦公路（梧桐寨） → 大埔中心

於1983年5月2日開辦，2009年10月5日縮短至此並改為單向服務，途經林錦公路（嘉道理農場、林村）、大埔花園及太和站，只於平日早上繁忙時間提供服務。

### 九龍巴士73線（部份時段）
- 粉嶺（華明） ↔ 大埔中心

由九龍巴士營運的一條路線，提供華明及大窩西支路往來大埔的巴士服務。1973年7月16日起分拆自往來上水及佐敦道碼頭的19A線而投入服務。此站只於平日晚上時段、星期六、日及公眾假期全日使用。

### 九龍巴士74B、74P、74X、274X線
- 74B:大埔中心 → 觀塘碼頭（上午班次）
九龍灣 → 大埔中心（下午班次）

於2016年12月12日開辦，途經大埔墟、廣福邨、吐露港公路、大老山隧道、九龍灣商貿區及觀塘商貿區。
- 74P:大埔中心 ↔ 觀塘碼頭（經香港科學園）

於2014年12月19日開辦，途經新興花園、廣福邨、白石角、香港科學園、大老山隧道、彩虹邨、九龍灣、牛頭角及觀塘市中心。
- 74X:大埔中心 ↔ 觀塘碼頭

於1985年9月26日開辦，途經大埔墟、廣福邨、吐露港公路、大老山隧道、彩虹邨、九龍灣、牛頭角及觀塘市中心，曾是九巴第一線王。
- 274X:觀塘碼頭 → 大埔中心

於2016年12月12日開辦，途經觀塘市中心、牛頭角、九龍灣、大老山隧道、吐露港公路、廣福邨及大埔墟。

### 九龍巴士272X線
- 大埔中心 ↔ 旺角東站

於2015年1月12日開辦，途經大埔墟、廣福邨、白石角、香港科學園、青沙公路、大角咀及旺角。

### 過海隧道巴士307線
- 大埔中心 ↔ 中環碼頭
- 大埔中心 → 上環（特別班次）

於1991年8月12日開辦，2002年2月25日改為全日提供服務，現時由九巴及城巴聯合營運，途經大埔墟、廣福邨、吐露港公路、大老山隧道、東區海底隧道、東區走廊、灣仔、金鐘、中環及上環，為目前唯一一條提供全日服務的300系列過海隧道巴士路線。

### 九龍巴士872、872X線
- 872:沙田馬場 → 大埔中心

於1978年10月7日開辦，1987年9月19日延長至此，途經馬料水、香港中文大學、大埔滘、雍怡雅苑、廣福邨及大埔墟，只於沙田馬場賽馬日提供散場服務。
- 872X:沙田馬場 → 大埔中心

於2018年2月18日開辦，途經吐露港公路、廣福邨及大埔墟，只於沙田馬場賽馬日提供散場服務。

## 途經路線資料

### 九龍巴士71B線
- 富亨 ↺ 大埔中心

於1991年6月27日開辦，直接來往富亨巴士總站，為穿梭大埔區內的短途循環路線。

### 九龍巴士71K線
- 太和 ↔ 大埔墟站

於1986年2月2日開辦，途經太和邨、大埔游泳池、此總站、富亨巴士總站、大埔醫院、雅麗氏何妙齡那打素醫院、富善邨巴士總站、新興花園、廣福邨、運頭塘邨及大埔墟，為穿梭大埔區內的路線。

### 九龍巴士72C線
- 大美督 → 大埔墟站

於2014年12月29日開辦，途經汀角路、鳳園、此總站及大埔墟，只於星期一至五早上繁忙時間提供服務。

### 九龍巴士72X線
- 富蝶總站 ↔ 旺角（柏景灣）

於1985年9月26日開辦，2024年11月24日延長至富蝶邨，此站則變為中途站，途經此總站、大埔墟、廣福邨、吐露港公路、獅子山隧道、九龍塘、旺角及大角咀。

### 九龍巴士73B線
- 全安路（那打素醫院） ↺ 上水站

### 九龍巴士73X線
- 荃灣（如心廣場） ↔ 大埔（富善）

於1987年4月7日開辦，途經大埔墟、廣福邨、吐露港公路、城門隧道、梨木樹、大窩口站、荃灣市中心，只限往荃灣（如心廣場）及每日20:00後往大埔（富善）方向途經此總站。（乘本線可於城門隧道轉車站免費轉車往葵芳、葵盛、荔景、美孚、青衣)。

### 九龍巴士74K線
- 大埔墟站 ↺ 三門仔（經香港教育大學）

於1976年8月16日開辦，途經大埔墟、此總站、下坑村、香港教育學院、雅景花園及比華利山別墅。

### 九龍巴士74R線
- 大埔（太和） ↔ 北潭涌

2022年12月17日開辦，途經大網仔、企嶺下、樟木頭、馬鞍山市中心、廣福邨、大埔中心及太和廣場，本線只於假日提供服務，只限往北潭涌方向途經此總站。

### 九龍巴士75X線
- 富善邨 ↔ 九龍城碼頭

於1986年2月28日開辦，途經大埔墟、廣福邨、吐露港公路、大老山隧道、新蒲崗／鑽石山、黃大仙、樂富、九龍城、馬頭圍及土瓜灣，只限往九龍城碼頭方向及每日20:00後往大埔（富善）方向途經此總站。

### 九龍巴士263C線
- 屯門站 ↔ 香港教育大學

於2019年5月2日開辦，是大西北地區首條直達大埔中心的巴士路線，2020年8月3日延長至大埔工業邨，2024年9月30日延長至香港教育大學，此站則變為中途站，途經屯門市中心、安定邨、豐景園、屯門公路、城門隧道、香港科學園、白石角、廣福邨、大埔墟、此總站及大埔工業邨，只限平日繁忙時間服務。

### 九龍巴士271、271B線
- 271:大埔（富亨） ↔ 佐敦（西九龍站）

於1992年6月1日開辦，1993年11月5日改為全日提供服務，途經富善邨巴士總站、此總站、大埔墟、廣福邨、吐露港公路、獅子山隧道、九龍塘、油麻地、佐敦及尖沙咀，只限往西九龍站及每日20:00後往大埔（富亨）方向時方向途經此總站。
- 271B:大埔（富亨） ↔ 佐敦（西九龍站）(經白石角、香港科學園)

於2017年2月27日開辦，途經富善邨巴士總站、大埔墟、廣福邨、白石角、香港科學園、獅子山隧道、九龍塘、油麻地及佐敦及尖沙咀，只限往西九龍站方向途經此總站，只限平日繁忙時間服務。

### 九龍巴士271S線
- 紅磡站 → 大埔（太和）

於2017年12月11日開辦，途經尖沙咀東、尖沙咀、佐敦、油麻地、旺角、獅子山隧道、吐露港公路、大埔墟、此總站及富亨巴士總站，只於深宵時段提供服務。

### 九龍巴士N271線
- 富亨 ↔ 紅磡站

於1994年7月24日開辦，1996年5月1日改稱N271線，途經富善邨巴士總站、此總站、大埔墟、新達廣場、廣福邨、吐露港公路、禾輋邨、瀝源邨、沙田市中心巴士總站、獅子山隧道、九龍塘、旺角、油麻地、佐敦、尖沙咀及尖沙咀東，只於深宵時段提供服務。

### 九龍巴士272P線
- 大埔（富亨） ↔ 葵興站

於1995年5月1日開辦，途經富善邨巴士總站、此總站、大埔墟、新達廣場、廣福邨、白石角、香港科學園、青沙公路、荔枝角、美孚、葵芳及葵興，只於平日繁忙時間服務。

### 九龍巴士275X線
- 富善邨 ↔ 紅磡（紅鸞道）

於2023年8月14日開辦，途經此總站、大埔墟、廣福邨、大老山隧道、新蒲崗、九龍城、土瓜灣及紅磡，只限平日繁忙時間服務，原本為75X的特別班次更改編號及行車路線而成，只限往紅磡方向途經此總站。

### 過海隧道巴士307P線
- 大埔（{{tsl|zh-yue|汀太路|汀太路}}） ↔ 天后站

於2008年5月13日開辦，由九巴及城巴聯合營運，途經太和站、海寶花園、此總站、新興花園、吐露港公路、大老山隧道、東區海底隧道、東區走廊、西灣河、太古城、鰂魚涌、北角及炮台山，只於平日繁忙時間提供服務。

### 過海隧道巴士907C線
- 大埔（富蝶） → 灣仔（會展）（上午班次）
金鐘站 → 大埔（富蝶）（下午班次）

於2020年1月20日開辦，由九巴及城巴聯合營運，由307C線重新編號而成。途經此總站、廣福邨、吐露港公路、青沙公路、西區海底隧道、上環、中環、金鐘及灣仔，只於平日繁忙時間提供服務。

### 過海隧道巴士907D線
- 大埔（{{tsl|zh-yue|汀太路|汀太路}}） ↔ 小西灣運動場

於2020年1月20日開辦，由九巴及城巴聯合營運，途經此總站、廣福邨、白石角、香港科學園、青沙公路、西區海底隧道、中環灣仔繞道、北角、鰂魚涌、西灣河、筲箕灣及柴灣，只於平日繁忙時間提供服務。

### 龍運巴士A47X、NA47線
- A47X:大埔（太和） ↔ 機場（地面運輸中心）

於2016年8月20日開辦，途經太和邨、富蝶邨、富亨邨、此總站、大埔墟站、廣福邨、吐露港公路、青沙公路、昂船洲大橋、青嶼幹線、一號客運大樓及港珠澳大橋香港口岸，只限往機場方向途經此總站。
- NA47:大埔（太和） ↔ 港珠澳大橋香港口岸（經機場客運大樓）

於2017年4月8日投入服務，途經太和邨、富蝶邨、富亨邨、此總站、大埔墟站、廣福邨、白石角、香港科學園、青沙公路、昂船洲大橋、青嶼幹線、國泰城及一號客運大樓，只於深宵時段提供服務。

### 龍運巴士E41線
- 大埔頭 ↔ 航天城

於1998年6月22日開辦，由龍運巴士營運，途經此總站、大埔墟、廣福邨、吐露港公路、城門隧道、青嶼幹線、東涌、機場後勤區及一號客運大樓。

### 龍運巴士N42A線
- 粉嶺（聯和墟） ↔ 東涌站（經機場）

於2006年7月17日開辦，由龍運巴士營運，途經粉嶺南、上水、此總站、大埔墟、廣福邨、吐露港公路、城門隧道、青嶼幹線、一號客運大樓及機場後勤區，只於深宵時段提供服務。

### 過海隧道巴士N307線
- 中環（港澳碼頭） → 太和 
太和 → 上環

於2003年1月1日開辦，只在元旦日、農曆年初一及聖誕節凌晨提供服務，2020年1月19日起提升為每天提供雙向服務，2024年10月29日延長至太和，此站則變為中途站，途經此總站、大埔墟、廣福邨、吐露港公路、大老山隧道、東區海底隧道、北角、銅鑼灣、灣仔、金鐘、中環及上環。

### 九龍巴士R94線
- 太和 ↔ 黃石碼頭

## 總站路線資料（專線小巴）

### 新界區專線小巴20M線
- 鳳園（嵐山） ↺ 大埔中心

## 車坑分佈
| 編號 | 候車島編號   | 巴士路線 |
| ---- | ------------ | --- |
| 1    | 雙坑（西行） | 龍運巴士A47X、E41、N42A、NA47（往大嶼山方向） |
| 1    | 雙坑（西行） | 73B（往上水）、74B（往觀塘碼頭）、263C（往屯門站） |
| 1    | 雙坑（西行） | 73X（往荃灣（如心廣場）） |
| 1    | 雙坑（西行） | 271及271B（往西九龍站）、N271（往紅磡站） |
| 1    | 雙坑（西行） | 71B（往富亨） |
| 1    | 雙坑（西行） | 71K、N307（往太和）、72C及74K（往大埔墟站）、272P（往葵興站）、307P、907D（往太和）、907C（往富蝶邨）                                                                          |
| 1    | 雙坑（西行） | 75X（往九龍城碼頭）、275X（往紅磡（紅鸞道）） |
| 2    | 雙坑（西行） | 72X、73（往華明）、272X（往旺角東站） |
| 3    | 雙坑（西行） | 74P及74X（往觀塘碼頭） |
| 4    | 雙坑（東行） | 307（往中環碼頭）、N307（往上環） |
| 4    | 雙坑（東行） | 小巴20M（往鳳園） |
| 4    | 雙坑（東行） | 龍運巴士E41、N42A、NA47（往大埔方向） |
| 4    | 雙坑（東行） | 71K（往大埔墟站）、73X及75X（往富善）、74K（往三門仔）、263C（往香港教育大學）、271、272P及N271（往富亨）、271S（往 太和）、307P（往天后站）、907C（往灣仔）、907D（往小西灣） |
| 4    | 雙坑（東行） | 74R（往北潭涌） |

## 過往路線
- 九龍巴士72B線(已取消)
- 九龍巴士74A線